# George E. Howard
George Eulan Howard (ur. 3 czerwca 1935, zm. 21 listopada 2018) – amerykański hebraista. Profesor religioznawstwa i języka hebrajskiego na University of Georgia w Athens (Stany Zjednoczone). 
Był jednym z założycieli Wydziału Religioznawstwa na University of Georgia, którym kierował w latach 1984–1999. Ukończył Hebrew Union College. W swoich badaniach zajmował się Nowym Testamentem i wczesnochrześcijańską literaturą, a także greką i językami semickimi.

## Poglądy na występowanie tetragramu w Nowym Testamencie
Zwolennik poglądu, że Ewangelia według Mateusza pierwotnie powstała w języku hebrajskim. Opowiadał się za teorią występowania tetragramu w Nowym Testamencie. Jego zdaniem zniknięcie imienia Bożego z tekstu Nowego Testamentu nastąpiło na początku drugiego stulecia.
Swoją teorię występowania tetragramu w Nowym Testamencie przedstawił w artykule „The Tetragram and the New Testament” (1977). Howard uważał, że „niemożliwe jest datowanie z absolutną pewnością, kiedy dokładnie nastąpiła ta zmiana” [zniknięcie tetragramu]. Jego zdaniem „pierwszymi surogatami (…) były terminy θεός i κύριος”. Uważał, że „według wszelkiego prawdopodobieństwa tetragram w chrześcijańskiej LXX zaczęto zastępować namiastkami w postaci skróconych określeń Boga κς i θς”.

## Twórczość
- Kaige Readings in Josephus, 8 (1973) s. 45-54.
- The Gospel of Matthew according to a primitive Hebrew text, 1987, Macon, GA: Mercer University.
- Hebrew Gospel of Matthew (1995, 1998).
- Hebrew Gospel of Matthew, Eerdmans Dictionary of the Bible 2000, s. 874.
- Paul: Crisis in Galatia: A Study in Early Christian Theology, 2004.

### Wybrane artykuły
- „The Oldest Greek Text of Deuteronomy”, Hebrew Union College Annual, Vol. 42 (1971): 125-131.
- „The ‘Aberrant’  Text of Philo’s Quotations Reconsidered”, Hebrew Union College Annual, Vol. 44 (1973): 197-209.
- The Tetragram and the New Testament, Journal of Biblical Literature, Vol. 96.1, marzec 1977, s. 63-83.
- „The Name of God in the New Testament: Did the Earliest Gospels Use Hebrew Letters for the Tetragrammaton?”, Biblical Archaeology Review, Vol. 4.1 (1978): 12-14.
- „Harmonistic Readings in the Old Syriac Gospels”, Harvard Theological Review, Vol. 73 (1980): 463-471.
- “Was the Gospel of Matthew Originally Written in Hebrew?”, Bible Review, Vol. 2.4 (1986): 23.
- „The Textual Nature of an Old Hebrew Version of Matthew”, Journal Biblical Literature, Vol. 105.1 (1986): 49-63.
- „The Gospel of Ebionites”, ANRW part 2, Vol. 25.5 (1987): 4034-4053.
- „A Note on the Short Ending of Matthew”, The Harvard Theological Review, Vol. 81 (1988): 117-120.
- „A Primitive Hebrew Gospel of Matthew and the Tol’doth Yeshu”, New Testament Studies, Vol. 34 (1988): 60-70.
- „ The Textual Nature of Shem-Tob’s Hebrew Matthew”, Journal Biblical Literature, Vol. 108 (1989): 239-257.
- „A Note on Codex Sinaiticus and Shem-Tob’s Hebrew Matthew”, Novum Testamentum, Vol. 34.1 (1992): 46-47.
- „A Note on Shem-Tob’s Hebrew Matthew and the Gospel of John”, Journal for the Study of the New Testament, Vol. 47 (1992): 117-126.
- „The Pseudo-Clementine Writings and Shem-Tob’s Hebrew Matthew”, New Testament Studies, Vol. 40 (1994): 622-628.
- „Shem-Tob’s Hebrew Matthew and Early Jewish Christianity”, Journal for the Study of the New Testament, Vol. 70 (1998): 3-20.
- „A Response to William L. Petersen’s Review of Hebrew Gospel of Matthew”, A Journal of Biblical Textual Criticism, Vol. 4 (1999)